# パイオニアリーグ
パイオニアリーグ（Pioneer Baseball League）は、アメリカ合衆国北西部・西部の12球団で活動しているプロ野球の独立リーグ。
2020年まではメジャーリーグ（MLB）傘下マイナーリーグ（MiLB）ルーキー+級のリーグとして活動していた。

## 歴史
1939年設立。マイナーリーグの下から2番目のクラスとなるルーキー・アドバンスト級（R+）のリーグとして、北と南の二つの地区に分かれて試合を行っていた。
2020年シーズンは、6月30日に新型コロナウイルスの感染拡大の影響で中止となった
2020年のシーズン終了後に行われたMLBのマイナーリーグ改編に伴い、リーグはマイナーリーグとしての歴史を閉じ、2021年からはMLBと提携する「MLBパートナーリーグ」という位置付けの独立リーグとして活動することになった。
2021年より、MLBの新ルール検討の実験として、「延長戦を廃止しホームラン競争で勝敗を決する」ルールを導入した。
2024年現在、モンタナ州、アイダホ州、ユタ州、コロラド州、カリフォルニア州にある12球団が加盟しており、プロ経験3年までの若手選手によってリーグ戦が行われている。

## 所属チーム
| チーム                                                             | 創設年 | 加入年 | 本拠地                                                                    |
| ------------------------------------------------------------------ | ------ | ------ | ------------------------------------------------------------------------- |
| ビリングス・マスタングス Billings Mustangs                         | 1948年 | 1948年 | モンタナ州ビリングス デラー・パーク                                       |
| ボイシ・ホークス Boise Hawks                                       | 1987年 | 2021年 | アイダホ州ボイシ メモリアル・スタジアム                                   |
| グレイシャー・レンジライダース Glacier Range Riders                | 2022年 | 2022年 | モンタナ州カリスペル グレイシャー・バンク・パーク                         |
| グランドジャンクション・ジャッカロープス Grand Junction Jackalopes | 1978年 | 1978年 | コロラド州グランドジャンクション サプリッジオ・フィールド                 |
| グレートフォールズ・ボイジャーズ Great Falls Voyagers              | 1948年 | 1948年 | モンタナ州グレートフォールズ センティーン・スタジアム                     |
| アイダホフォールズ・チュカーズ Idaho Falls Chukars                 | 1940年 | 1940年 | アイダホ州アイダホフォールズ メラルーカ・フィールド                       |
| ミズーラ・パドルヘッズ Missoula PaddleHeads                        | 1999年 | 1999年 | モンタナ州ミズーラ オグレン・パーク・アット・アリージャンス・フィールド   |
| ノーザンコロラド・オウルズ Northern Colorado Owlz                  | 2021年 | 2022年 | コロラド州ウィンザー フューチャー・レジェンズ・コンプレックス             |
| オークランド・ボーラーズ Oakland Ballers                           | 2024年 | 2024年 | カリフォルニア州オークランド レイニー・カレッジ・ベースボール・フィールド |
| オグデン・ラプターズ Ogden Raptors                                 | 1977年 | 1977年 | ユタ州オグデン リンドクイスト・フィールド                                 |
| ロッキーマウンテン・バイブス Rocky Mountain Vibes                  | 2019年 | 2019年 | コロラド州コロラドスプリングス UCヘルス・パーク                           |
| ユバ・サッター・ハイウィーラーズ Yuba-Sutter High Wheelers         | 2024年 | 2024年 | カリフォルニア州メアリーズビル ブライアント・フィールド                   |

## 歴代優勝チーム
2021年以降
| 開催年 | 北地区                             | 成績 | 南地区                         |        |
| ------ | ---------------------------------- | ---- | ------------------------------ | ------ |
| 2021年 | ミズーラ・パドルヘッズ             | 2-1  | ボイシ・ホークス               | [ 7 ]  |
| 2022年 | グランドジャンクション・ロッキーズ | 2-0  | ミズーラ・パドルヘッズ         | [ 8 ]  |
| 2023年 | オグデン・ラプターズ               | 2-0  | ビリングス・マスタングス       | [ 9 ]  |
| 2024年 | ヨロ・ハイウィーラーズ             | 3-1  | グレイシャー・レンジライダース | [ 10 ] |